# Wilhelmsgymnasium
Der Name Wilhelmsgymnasium oder Wilhelm-Gymnasium ist eine seit Mitte des 19. Jahrhunderts verwendete Verbindung des  Fürstennamens Wilhelm mit der jeweiligen Bildungseinrichtung.

## Namensgeber
Herzog Wilhelm V. von Bayern
Wilhelmsgymnasium München-Lehel (1849)
Herzog Wilhelm von Braunschweig
Wilhelm-Gymnasium (Braunschweig), eigentlich Herzogliches Wilhelm-Gymnasium (1906)
Köng Friedrich Wilhelm II. von Preußen
Königliche Wilhelms-Schule in Breslau (1791–1848), jüdische Bürgerschule, 1798 den preußischen Realschulen und Gymnasien gleichgestellt
König Wilhelm I. von Preußen, ab 1871 Deutscher Kaiser
Königliches Wilhelms-Gymnasium (Berlin) (1861)
König-Wilhelms-Gymnasium zu Breslau (1885)
Wilhelmsgymnasium Eberswalde (1875–1945), heute Alexander von Humboldt-Gymnasium (Eberswalde)
Wilhelmsgymnasium Emden (1877), seit 1949 Kaiser-Friedrich-Schule, seit 1972 Johannes-Althusius-Gymnasium Emden
Kaiser-Wilhelms-Gymnasium in Frankfurt am Main, ab 1945 Freiherr-vom-Stein-Schule
Wilhelm-Gymnasium (Hamburg) (1883)
Kaiser-Wilhelm- und Ratsgymnasium Hannover, ursprünglich Kaiser-Wilhelms-Gymnasium (1875)
König-Wilhelm-Gymnasium Höxter (1868)
Wilhelmsgymnasium Kassel (1886)
Königliches Wilhelms-Gymnasium (Königsberg) (1874)
König-Wilhelms-Gymnasium Magdeburg (1887)
Kaiser-Wilhelms-Gymnasium (Osterode in Ostpreußen) in Osterode, Ostpreußen
König-Wilhelms-Gymnasium (Stettin)
König Wilhelm II. von Württemberg
Wilhelmsgymnasium Stuttgart (Degerloch), ursprünglich Wilhelms-Realschule (1896)